# Palais impérial romain de Milan
Le palais impérial romain de Milan est un édifice antique construit à l'époque de Maximien Hercule (après 291 environ) quand Mediolanum est devenu la capitale de l'Empire romain d'Occident.

## Histoire
« À Mediolanum, tout est digne d'admiration, il y a de nombreuses maisons de nobles et de grandes richesses. [...] La ville a été élargie et est entourée d'un double anneau de murs. Il y a le cirque, où les gens apprécient les spectacles, le théâtre avec terrasses en forme de coins, temples, le rocher du Palais impérial, la menthe, le quartier qui tire son nom de la Thermae Erculee. Les patios sont des colonnades ornées de statues de marbre, les murs fortifiés sont entourés d'un anneau de remblais. Chacun de ses édifices est plus impressionnant que l'autre et leur ampleur n'est pas attenuée par sa proximité avec Rome. »

— Ordo urbium nobilium (VII) ; Ausone